# سياسة الفضاء في الولايات المتحدة

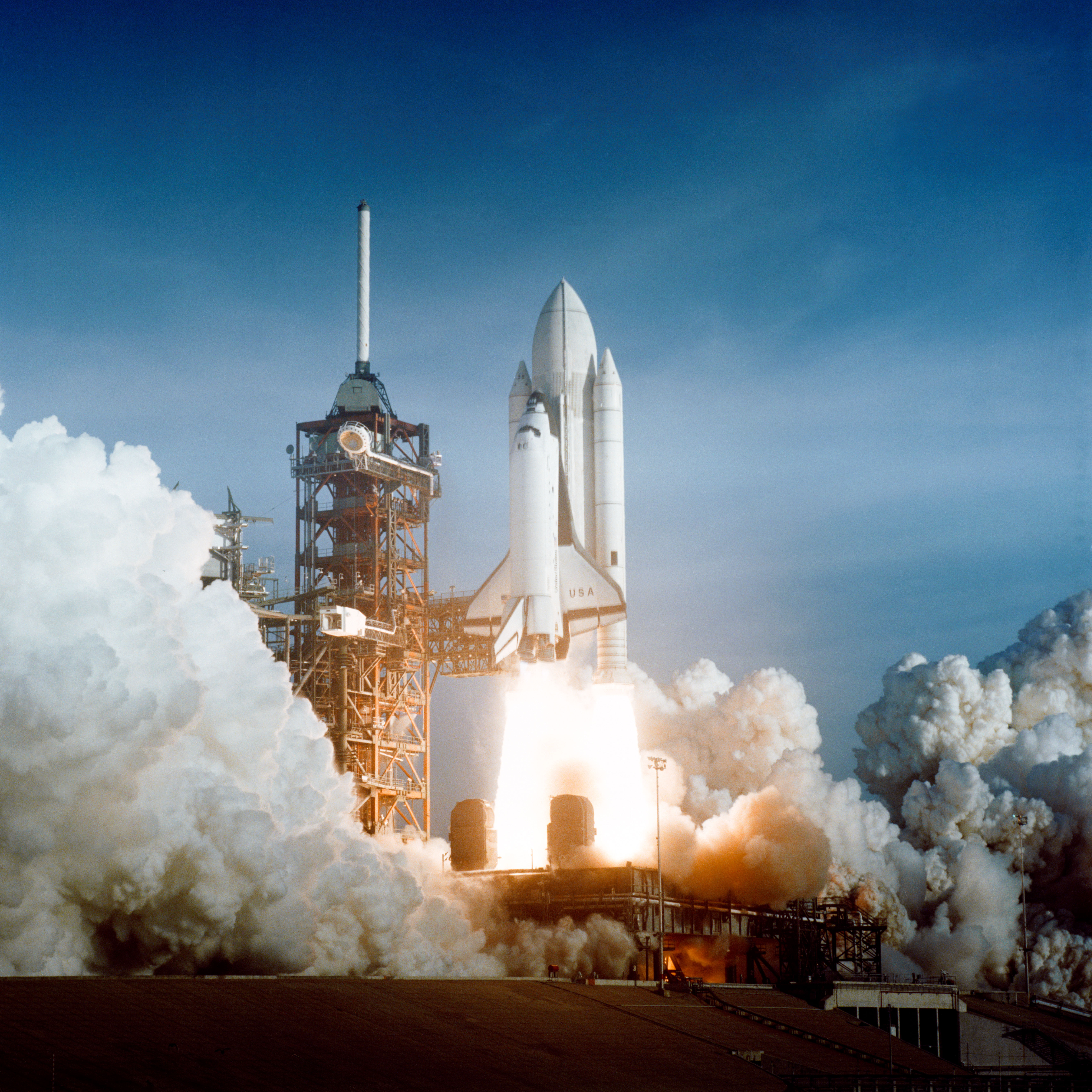

تشمل سياسة الفضاء في الولايات المتحدة كلا من وضع سياسة الفضاء عن طريق العملية التشريعية، وتطبيق تلك السياسة في البرامج الأمريكية المدنية والعسكرية عن طريق الوكالات المنظمة. ترتبط بدايات سياسة الفضاء في الولايات المتحدة بسباق الفضاء الأمريكي السوفييتي في ستينيات القرن العشرين، والذي مهد لبرنامج مكوك الفضاء. يثار الآن جدل حول مستقبل ما بعد مكوك الفضاء لبرنامج الفضاء المدني.

## عملية سياسة الفضاء
كتابة مسودة سياسة الفضاء في الولايات المتحدة من مهام السلطة التنفيذية بتوجيه من رئيس الولايات المتحدة الأمريكية، ثم تسلم للحصول على الموافقة وأخذ التمويل إلى العملية التشريعية للكونغرس الأمريكي.
قد تقدم وكالات الدعاية للفضاء نصائح للحكومة وتشكل جماعات ضغط لأهداف الفضاء. تشمل هذه الجماعات معهد علوم الفضاء والجمعية الوطنية للفضاء ومجلس جيل الفضاء الاستشاري، والأخيرة تدير -من بين أشياء أخرى- مناسبة ليلة يوري السنوية؛ وجمعيات العلمية كالجمعية الفلكية الأمريكية وجمعية الملاحة الجوية الأمريكية؛ ومنظمات سياسية كالأكاديميات الوطنية.

### وضع المسودة
في عملية كتابة مسودة سياسة الفضاء، يستشير الرئيس ناسا (الإدارة الوطنية للملاحة الجوية والفضاء)، المسؤولة عن برامج الفضاء المدنية والعلمية، ووزارة الدفاع، المسؤولة عن نشاطات الفضاء العسكرية، والتي تشمل الاتصالات، والاستطلاع، والاستخبارات، ورسم الخرائط، ودفاع الصواريخ. الرئيس مسؤول قانونيًّا عن تقرير النشاطات الفضائية التي تخضع لصلاحيات كل من القسم العسكري والمدني. يستشير الرئيس أيضًا مجلس الأمن القومي، ومكتب سياسات العلوم والتكنولوجيا، ومكتب الإدارة والميزانية.
قانون الملاحة الجوية والفضاء الوطني لعام 1958، الذي نشأت ناسا بموجبه، أنشأ أيضًا مجلسًا وطنيًّا للملاحة الجوية والفضاء يرأسه رئيس الولايات المتحدة الأمريكية لتقديم الاستشارة له، والمجلس يشمل وزير الخارجية، وزير الدفاع، مدير ناسا، رئيس هيئة الطاقة الذرية، بالإضافة إلى عضو واحد على الأكثر من الحكومة الفدرالية، وثلاثة أعضاء على الأكثر من المواطنين «البارزين في العلوم، التكنولوجيا، التعليم، الإدارة، أو الشأن العام» يعينهم الرئيس. قبل تنصيبه رئيسًا، أقنع جون ف. كينيدي الكونغرس لتعديل القانون ليسمح لنفسه بسابقة تفويض نائب الرئيس (ليندون ب. جونسون) برئاسة هذا المجلس. توقف المجلس في عام 1973 خلال عهدة ريتشارد نيكسون الرئاسية. في عام 1989، أعاد الرئيس جورج إتش. دبليو. بوش تأسيس مجلس وطني للفضاء بمكونات مختلفة عن طريق إصدار قرار تنفيذي، وقد توقف بدوره في عام 1993 بأمر من الرئيس بل كلينتون. أعاد الرئيس دونالد ترامب تأسيس المجلس بقرار تنفيذي في عام 2017.
قد تشمل الجوانب الدولية لسياسة الفضاء في الولايات المتحدة الأمريكية المفاوضات السياسية مع الدول الأخرى، كمعاهدة الفضاء الخارجي لعام 1967. في هذه الحالات، يفاوض الرئيس ويوقع المعاهدة باسم الولايات المتحدة الأمريكية وفقًا لصلاحياته الدستورية، ثم يعرضها على الكونغرس لإقرارها.

### التشريع
بمجرد تسليم طلب، ينفذ الكونغرس الجهود اللازمة لإقرار السياسة والتصديق على النفقات الميزانية اللازمة لتطبيقها. دعمًا لهذا، تراجع كل من اللجنة الفرعية لمجلس النواب الخاصة بالفضاء والملاحة الجوية واللجنة الفرعية لمجلس الشيوخ لشؤون العلوم والفضاء هذه السياسات. قد تمارس هذه اللجان حق الإشراف على تطبيق ناسا لسياسات الفضاء المشرعة، مراقبةً تقدم برامج الفضاء الكبرى كبرنامج أبولو، وفي حالات خاصة كحوادث الفضاء الخطيرة كحريق أبولو 1، حيث يشرف الكونغرس على تحقيقات ناسا في الحادثة.
يراجع السياسات العسكرية ويشرف عليها كل من اللجنة الفرعية لمجلس النواب الخاصة بالقوى الاستراتيجية، واللجنة الفرعية لمجلس الشيوخ الخاصة بالقوى الاستراتيجية، واللجنة المختارة الدائمة للاستخبارات التابعة لمجلس النواب واللجنة المختارة للاستخبارات التابعة لمجلس الشيوخ.
تعقد لجنة العلاقات الخارجية التابعة لمجلس الشيوخ جلسات استماع خاصة بمعاهدات الفضاء المقترحة، وللجان المخصصات المتنوعة سلطة على ميزانيات الوكالات المتعلقة بالفضاء. جهود سياسات الفضاء تدعمها وكالات الكونغرس كمصلحة أبحاث الكونغرس و-حتى حله في عام 1995- مكتب تقييم التكنولوجيا، بالإضافة إلى مكتب ميزانية الكونغرس ومكتب المحاسبة الحكومية.
نتيجة سياسة الفضاء النهائية في الكونغرس هي، في حالة السياسة الداخلية، قانون ينص صراحةً على أهداف السياسة والمخصصات من الميزانية لتطبيقها لتسليمها للرئيس كي يوقعها لتصبح ساريةً قانونيًّا، أو في الحالات الأخرى المصادقة على معاهدة مع بلدان أخرى.

## التطبيق
جرت العادة على تطبيق نشاطات الفضاء المدنية حصريًّا من قبل ناسا، ولكن البلاد تنتقل لنموذج تطبق فيه الشركات الخاصة أنشطةً أكثر تحت إشراف ناسا ومساندتها فيما يخص مواقع الإطلاق. بالإضافة إلى ذلك، تقدم الإدارة الوطنية للمحيطات والغلاف الجوي التابعة لوزارة التجارة خدمات متعددة بمكونات تتعلق بالفضاء، كبرنامج لاندسات.
تطبق القوة الفضائية للولايات المتحدة نشاطات الفضاء العسكرية بشكل رئيسي، ولكن هناك بعض العمليات التي لا تزال تشرف عليها قيادة الفضاء التابعة للقوى الجوية وقيادة الفضاء الملاحية وقيادة الفضاء والدفاع الصاروخي التابعة للجيش.

### الترخيص
كل النشاطات التي «تهدف لإطلاق مركبة في الولايات المتحدة الأمريكية، أو تشغيل موقع إطلاق أو إعادة إطلاق، أو إعادة إطلاق مركبات قابلة لإعادة الإطلاق» تحتاج ترخيصًا للعمل في الفضاء الخارجي. يجب التقدم لطلب هذه الرخصة من قبل «أي مواطن الولايات المتحدة الأمريكية، أو كيان مرخص وفق قوانين الولايات المتحدة، بالإضافة إلى أي كيان آخر، وفق تعريف القوانين المتعلقة بالفضاء، والتي يجب أن تطبق في الولايات المتحدة.... عليه أن يحصل على رخصة من وزارة النقل» يراقب الالتزام بهذه القوانين كل من إدارة الطيران الفيدرالية (إف إيه إيه)، وهيئة الاتصالات الفيدرالية (إف سي سي)، ووزارة التجارة.

## برامج الفضاء في الميزانية
يجري تمويل برامج الفضاء عبر عملية الميزانية الفيدرالية، حيث تعتبر بشكل رئيسي جزءًا من السياسة العلمية للدولة. في طلب ميزانية إدارة أوباما للسنة المالية 2011، تلقت ناسا 11.0 مليار دولار، من أصل ميزانية إجمالية للبحث والتطوير بلغت 148.1 مليار دولار. تموَّل بقية نشاطات الفضاء من ميزانية البحث والتطوير الخاصة بوزارة الدفاع، ومن ميزانيات الوكالات الناظمة الأخرى المرتبطة بقضايا الفضاء.

## القانون الدولي
الولايات المتحدة طرف في أربع من أصل خمس معاهدات مبرمة من قبل لجنة الأمم المتحدة لاستخدام الفضاء الخارجي في الأغراض السلمية. دخلت الولايات المتحدة في معاهدة الفضاء الخارجي، واتفاقية الإنقاذ، ومؤتمر مسؤولية الفضاء، ومؤتمر التسجيل، ولكنها لم تدخل في معاهدة القمر.
تغطي المعاهدات والاتفاقيات الخمسة لقانون الفضاء الدولي «عدم استحواذ أي بلد على الفضاء الخارجي، السيطرة على السلاح، حرية الاستكشاف، مسؤولية الأضرار الناجمة عن الأجسام في الفضاء، أمان وإنقاذ المركبات الفضائية ورواد الفضاء، منع التدخل المضر بالنشاطات الفضائية والبيئة، تسجيل النشاطات الفضائية والإخطار بها، التحقيقات العلمية واستثمار الموارد الطبيعية في الفضاء الخارجي وحل النزاعات».

تبنت الجمعية العامة للأمم المتحدة خمس مقررات ومبادئ قانونية تشجع على الالتزام بالقوانين الدولية، بالإضافة إلى التواصل الموحد بين الدول. المقررات والمبادئ الخمسة هي:
إعلان المبادئ القانونية الحاكمة لنشاطات الدول في استكشاف الفضاء الخارجي واستخداماته (1963)

يجري كل استكشاف الفضاء بنوايا حسنة، وهو مفتوح بالتساوي لكل الدول التي تلتزم بالقانون الدولي. لا يمكن لبلد أن يستأثر بادعاء امتلاك الفضاء الخارجي أو أي جسم سماوي. الأنشطة التي تجري في الفضاء يجب أن تكون وفق القوانين الدولية ويجب على الدول التي تخضع لتلك الأنشطة المذكورة أن تتحمل مسؤولية الوكالة الحكومية أو غير الحكومية التي تجريها. الأجسام المطلقة إلى الفضاء، بما فيها الأشخاص، تابعة لبلاد المنشأ الخاصة بها. الأجسام والأجزاء والقطع المكتشفة خارج نطاق صلاحية دولة يجب أن تعاد عند التعرف إليها. إذا أطلقت دولة جسمًا إلى الفضاء، فهي مسؤولة عن أي ضرر يمكن أن يحدث دوليًّا.
- المبادئ الحاكمة لاستخدام الأقمار الصناعية الأرضية للبث التلفزيوني الدولي المباشر من قبل الدول (1982)
- المبادئ المتعلقة بالاستشعار عن بعد للأرض من الفضاء الخارجي (1986)
- المبادئ المتعلقة باستخدام مصادر الطاقة النووية في الفضاء الخارجي (1992)

إعلان التعاون الدولي في استكشاف الفضاء الخارجي واستخدامه لمصلحة ومنفعة كل الدول، بأخذ احتياجات الدول النامية في الحسبان (1996)